# Tatra T3
Т3 је тип чешког трамваја који производи ЧКД Татра. Студија с краја 2000-их спроведена на прашком трамвајском систему показала је поузданост од 98,9%, што је најбоље од прашког трамвајског система. Током периода производње између 1960. и 1999. широм света је продато 13.991 трамваја са погоном и 122 приколице без погона.
Постао је најдоминантнији модел трамваја у земљама источног блока, осим Пољске, где су локални трамваји из фабрике Констал и даље главни ослонац тамошњих трамвајских система, и Мађарске, где је ЧКД тек крајем 70-их ушао на тржиште трамваја у земљи. Заједно са совјетским КТМ-5 је међу најпродаванијим трамвајима, и даље је најраспрострањенији трамвај на свету.

## Конструкција
Трамвај Т3 је заснован на свом претходнику, трамвају Tatra Т2, и још је један члан серије трамваја који одговара америчком концепту PCC. То значи да се ради о једносмерном трамвају са два двоосовинска обртна постоља и спратом у једном нивоу, предвиђеном за рад самостално или у склопу идентичних спојених кола, без вучног возила (понекад се назива као „аутомобил великог капацитета“ у то време). Сви точкови покрећу серијски побуђени електромотори; увек су два мотора исте шасије електрично повезана у серију и обе групе су трајно повезане паралелно. Они су смештени уздужно у шасији и покрећу точкове преко карданског вратила и конусног мењача дизајнираног са ниском емисијом буке. Гумени умеци у точковима такође смањују буку вожње.
То је било једно од најмодернијих возила свог времена, користећи нове материјале (нпр. пластику и фиберглас). Главни дизајнер трамваја Т3 је Антонин Хонзик, дизајн електричне опреме ТR37 водио је Владимир Зухар, а аутор спољашњег изгледа возила је Франтишек Кардаус, који је дизајнирао и модел Т2.
Т3 је развијен првенствено због велике тежине Т2, која није била идеална за мање оператере са неквалитетном надградњом колосека. У поређењу са Т2, структура ормара је потпуно редизајнирана са циљем смањења тежине, чему је помогла и употреба предњих страна од ламината.
Почевши од другог аутомобила, ширине врата су уједињене. Што се тиче ентеријера, прва производна серија је користила црвена седишта од коже у попречном распореду 1+1. Од 1964. постављају се подови дизајнера Мирослава Навратила; варијација је била смењивање сиве и црвене. Вентилацију су обезбеђивали клизећи горњи део бочних прозора (доњи у првој серији, који заузимају приближно половину висине прозора у каснијој серији) и три отвора за вентилацију на крову (прво са завртњем са ручком која се може уклонити, касније са ручица за управљање доступна путницима). Унутрашње осветљење је флуоресцентно на напон вагона са отпорником (занимљива карактеристика је била обавезна ручна промена поларитета на свакој терминалној станици, пошто су коришћене конвенционалне флуоресцентне сијалице на наизменични напон са једносмерном струјом). Унутрашњост се грејала отпорницима у носачима седишта. Првобитни дизајн аутомобила претпостављао је регулисано кретање путника око фиксне кондуктерске станице од 70-их, након укидања кондуктерске функције, вагони су испоручени прилагођени за самоуслужни рад.
Електрична опрема је била побољшаног отпорног типа са акцелератором ТR37. Друге спољашње приметне промене у поређењу са Т2 укључују: Коришћена су два предња рефлектора. Прекидач за будност је избачен са контрола. Уграђен је пантограф као скупљач струје (на неким возилима са електричним извлакачем, али углавном са ручним извлакачем). У првој фази кочења, шинске кочнице пуном снагом коче задње греде постоља, у другој све четири.